# Mary Dreier

Mary Dreier (1917)

Mary Elisabeth Dreier (geboren 26. September 1875 in Brooklyn, New York; gestorben 15. August 1963) war eine US-amerikanische Gewerkschafterin und Frauenrechtlerin. 

## Leben
Mary Dreiers Vater Theodor Dreier war nach der Revolution 1848 aus Deutschland emigriert, er erarbeitete sich als Kaufmann eine gutbürgerliche Existenz und holte 1864 Dorothea Dreier, eine entfernte Cousine, aus Bremen nach. Sie hatten einen Sohn und vier Töchter. Dorothea Dreier und Katherine Dreier wurden Malerinnen, Mary Dreier engagierte sich ebenso wie Margaret Dreier in der Sozialpolitik und in der Frauenbewegung. Die Kinder der Dreiers erhielten Privatunterricht, insbesondere auch in den Künsten, ein Collegebesuch der Töchter war aber nicht vorgesehen. Später besuchte Dreier Kurse an der 1898 eröffneten ersten Bildungseinrichtung für Sozialarbeiter, der New York School of Applied Philanthropy. 
Mary Dreier wurde, wie ihre Schwester Margret, Mitglied der 1903 gegründeten New York Women’s Trade Union League (NYWTUL), einer Verbindung von Arbeiterinnen und Frauen aus der oberen Mittelschicht, die sozialreformerisch tätig werden wollten. Ihr Ziel war es, die bürgerliche Öffentlichkeit über die Arbeits- und Lebensbedingungen aufzuklären und gesetzliche Änderungen zu bewirken. Dreier wurde 1906 Präsidentin des Vereins und war ab 1914 bis 1935 geschäftsführende Präsidentin. Mit 75 Jahren legte sie 1950 diese Ehrenämter nieder. Im Jahr 1905 zog sie mit der Soziologin und Sozialreformerin Frances Kellor zusammen, die Beziehung endete mit Kellors Tod 1952.

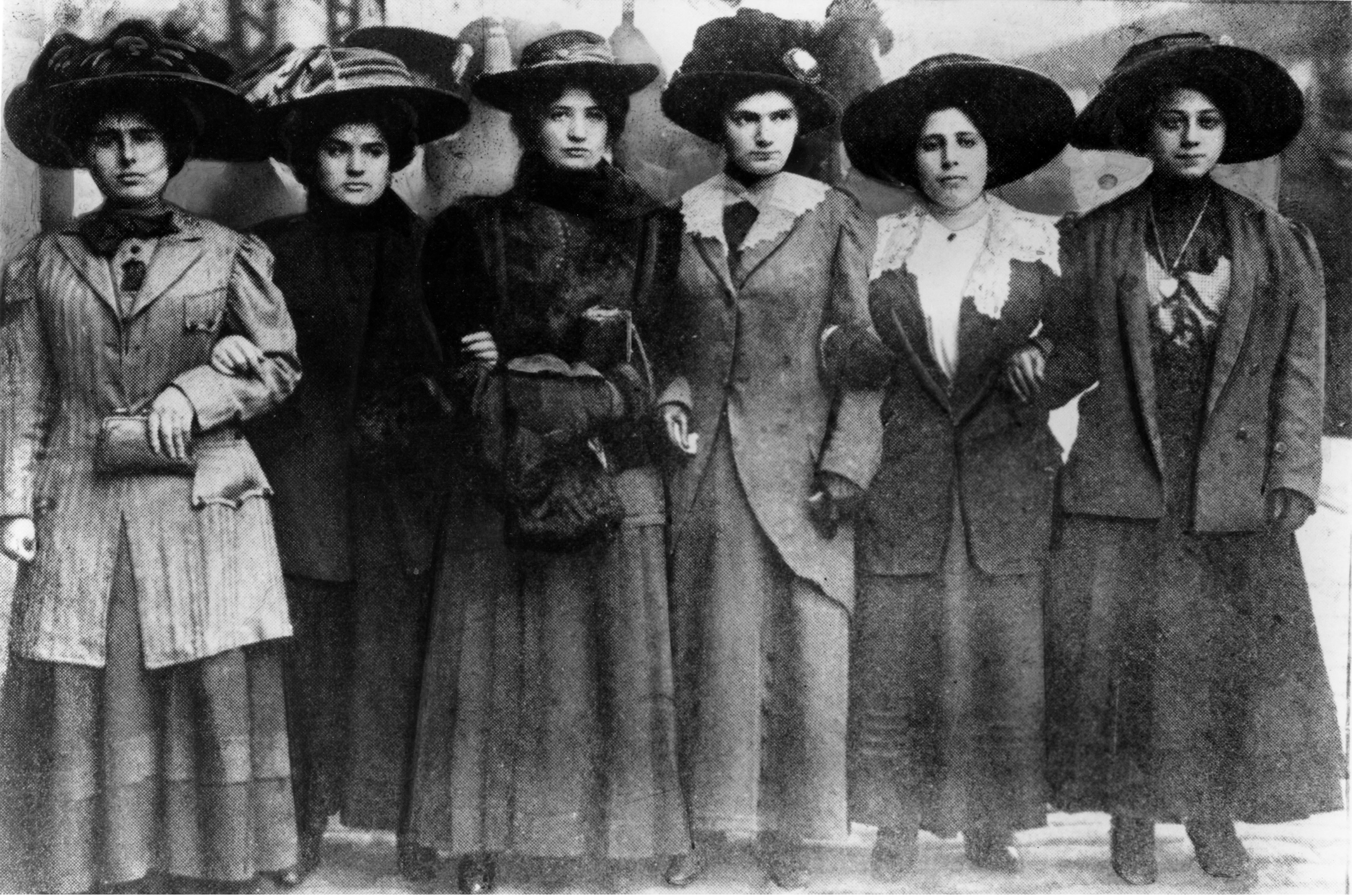
Mary Dreier (links) beim Textilarbeiterinnenstreik, 1909

Im Jahr 1909 unterstützte Dreier mit ihrer Organisation den Streik der New Yorker Textilarbeiterinnen. Sie unterstützte die Wahlrechtsbewegung für Frauen und war Mitglied der Progressive Party. Während der Präsidentschaft Franklin D. Roosevelts unterstützte sie dessen New-Deal-Politik. 1948 warb sie für den Präsidentschaftskandidaten der Progressiven Henry A. Wallace. In den 1950er Jahren unterstützte sie die Kampagne für nukleare Abrüstung (Dismayed by the onslaught of the Cold War in the 1950s and the arms race, she campaigned against nuclear weapons, which led to her being investigated by the House Un-American Activities Committee).
Dreyer veröffentlichte 1950 eine Biografie ihrer Schwester Margaret Dreier Robins. 

## Schriften (Auswahl)
- Margaret Dreier Robins: Her Life, Letters and Work. New York : Island Press Cooperative, 1950